# Condado de Owen (Indiana)
El condado de Owen (en inglés: Owen County), fundado en 1819, es un condado del estado estadounidense de Indiana. En el año 2020 tenía una población de 21 321 habitantes con una densidad poblacional de 22 personas por km². La sede del condado es Spencer.

## Geografía
Según la Oficina del Censo, el condado tiene un área total de 1004 km² (387,6 mi²), de la cual 998 km² (385,3 mi²) es tierra y 6 km² (2,3 mi²) es agua.

## Demografía
En fecha censo de 2000, había 21 786 personas, 8262 hogares, y 6194 familias que residían en el condado.
En el 2000 la renta per cápita promedia del condado era de $ 36 529 y el ingreso promedio para una familia era de $41 282. El ingreso per cápita para el condado era de $16 884. En 2000 los hombres tenían un ingreso per cápita de $32 011 frente a $21 782 para las mujeres. Alrededor del 9.40% de la población estaba bajo el umbral de pobreza nacional.

## Condados adyacentes
- Condado de Putnam (norte)
- Condado de Morgan (noreste)
- Condado de Monroe (sureste)
- Condado de Greene (sur)
- Condado de Clay (oeste)

## Localidades
Ciudades y pueblos
- Gosport
- Spencer

Áreas no incorporadas
- Coal City

Municipios
- Clay
- Franklin
- Harrison
- Jackson
- Jefferson
- Jennings
- Lafayette
- Marion
- Montgomery
- Morgan
- Taylor
- Washington
- Wayne

## Principales carreteras
- U.S. Route 231
- Carretera Estatal 42
- Carretera Estatal 43
- Carretera Estatal 46
- Carretera Estatal 67
- Carretera Estatal 157
- Carretera Estatal 243
- Carretera Estatal 246